# 전위차계

기호

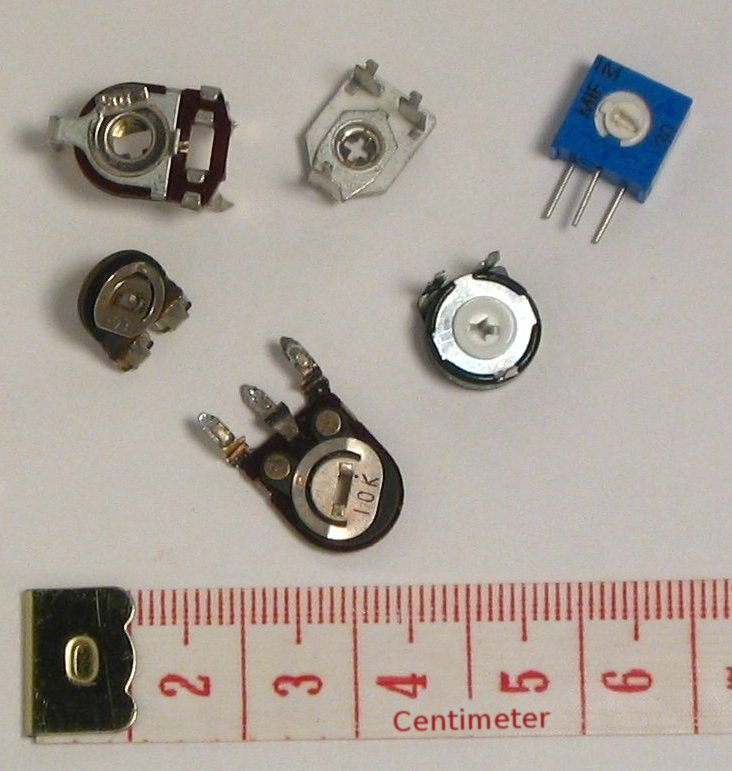
반고정저항

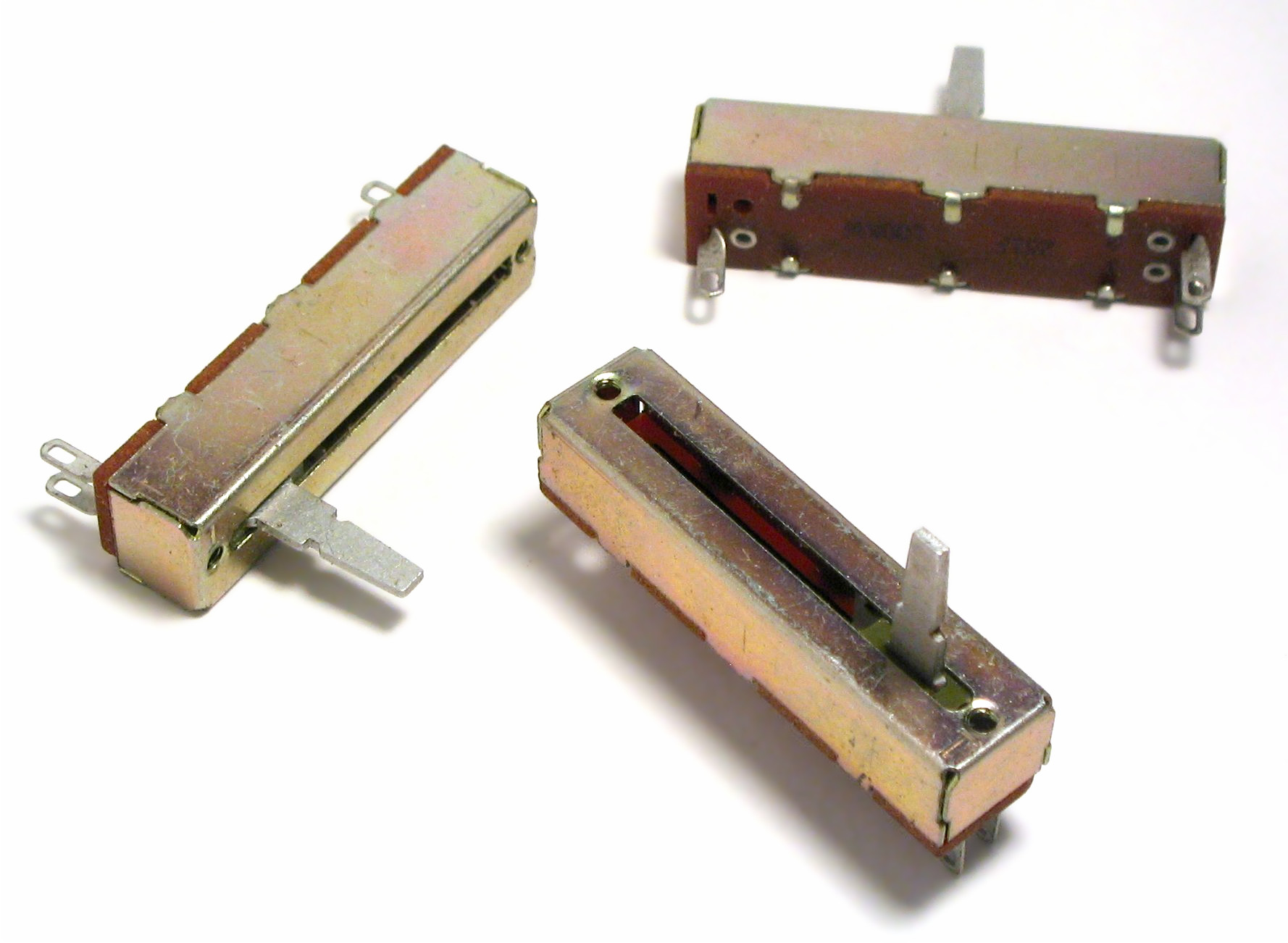
직동형 가변저항

전위차계(영어: potentiometer)는 조정 가능한 전압 분배기를 형성하는 슬라이딩 또는 회전 접점이 있는 3단자(terminal) 저항기이다. 한쪽 끝과 와이퍼의 두 단자만 사용하는 경우 가변 저항(기)(영어: variable resistor, rheostat) 역할을 한다.
가변저항 또는 가감저항(영어: potentiometer 포텐셔미터[*])은 전자회로에서 저항값을 임의로 바꿀 수 있는 저항기이다. 가변저항을 사용하여 저항을 바꾸면 전류의 크기도 바뀐다. 조정 가능한 전압 분배기를 구성한다.
장비 운용 중 사용자에 의해 조작되는 형태와 장비 내부에서 생산 또는 교정 중 조정되는 반고정저항 등의 형태가 있다. 소자의 특성상 3단자(three-terminal resistor)인 경우가 많다. 일반적으로 회전형의 것이 많이 사용되나 오디오 믹서에서처럼 직동방식도 있다. 한 축에 두개 이상의 가변저항이 결합된 형태도 있고 오디오의 음량조절용처럼 전동기가 내장된 형태도 있다. 회전각이 한바퀴가 안되는 형태와 10, 15, 22회전형 등이 있으며 무한회전형도 있다. 회전체의 각도를 검출하는 용도로도 사용된다. 
영국의 과학자이자 발명가인 찰스 휘트스톤이 1843년 휘트스톤 브리지에 사용하면서 대중화시켰고 미국의 전자부품 기업인 번스 (기업) (영어: Bourns, Inc.)에서 처음 개발되었다.